# Julian Gerxho
Julian Gerxho (Fier, Albania, 21 de enero de 1985) es un futbolista albanés. Juega de delantero y su equipo actual es el Flamurtari Vlorë de la Kategoria Superiore de Albania.

## Clubes
| Club             | País    | Año           |
| ---------------- | ------- | ------------- |
| KS Apolonia Fier | Albania | 2003-2007     |
| KS Elbasani      | Albania | 2007-2008     |
| KS Shkumbini     | Albania | 2008-2009     |
| KS Apolonia Fier | Albania | 2009-2012     |
| Bylis Ballsh     | Albania | 2012-2014     |
| Flamurtari Vlorë | Albania | 2014-presente |